# Mormyrops curviceps
Mormyrops curviceps är en fiskart som beskrevs av Roman, 1966. Mormyrops curviceps ingår i släktet Mormyrops och familjen Mormyridae. Inga underarter finns listade i Catalogue of Life.